# Mycetophila pumila
Mycetophila pumila är en tvåvingeart som beskrevs av Johannes Winnertz 1863. Mycetophila pumila ingår i släktet Mycetophila och familjen svampmyggor. Arten är reproducerande i Sverige. Inga underarter finns listade i Catalogue of Life.